# Programa Progress
PROGRESS é o programa comunitário para o emprego e a solidariedade social (em inglês, Community Programme for Employment and Solidarity). Baseando-se nas conclusões do Conselho Europeu extraordinário de 23 e 24 de Março de 2000, em Lisboa, que definiu uma estratégia para o desenvolvimento económico europeu ligada ao investimento em inovação e conhecimento, o programa PROGRESS foi oficialmente lançado em 2006, na sequência de decisão adoptada pelo Parlamento Europeu e pelo Conselho. Abrangendo o período compreendido entre 2007 e 2013, o programa visa apoiar financeiramente a realização dos objectivos da União Europeia nos domínios do emprego, dos assuntos sociais e da igualdade de oportunidades, tal como definidos na Agenda Social, enquadrando-se ainda no plano de execução da Estratégia de Lisboa para o crescimento e o emprego.

## Antecedentes
Durante o Conselho Europeu extraordinário de 23 e 24 de Março de 2000, em Lisboa, em resposta aos novos condicionalismos que derivaram da crise económica mundial, ficou decidida uma estratégia para o desenvolvimento económico europeu ligada ao investimento em inovação e conhecimento.
Os Estados-Membros identificaram quatro domínios nos quais era essencial a divulgação a nível europeu das boas práticas nacionais. Para relançar o emprego na Europa considerou-se ser indispensável:
- Melhorar adaptabilidade dos trabalhadores e das empresas tornando flexível, nomeadamente, a organização do trabalho e melhorando o ambiente fiscal.
- Reforçar os incentivos à entrada ou a permanência no mercado de trabalho, mediante o enquadramento dos desempregados, uma política de aprendizagem ao longo da vida e o fomento à criação de empresas.
- Investir mais e mais eficazmente no capital humano, actualizando as competências dos trabalhadores e oferecendo um nível elevado de habilitações.
- Assegurar uma aplicação eficaz das reformas para uma melhor governação, mediante um compromisso reassumido pelos Estados-Membros e a uma parceria reforçada entre os diversos actores envolvidos.

Consequentemente, em 2006, nasceu o programa comunitário para o emprego e a solidariedade social - PROGRESS, o principal instrumento de políticas de emprego na Europa, projectado para abranger o período compreendido entre 2007 e 2013.
O orçamento proposto é, actualmente, de 683 250 000 milhões de euros, sendo que a repartição financeira entre as diversas vertentes deverá respeitar os seguintes limites mínimos:
- Emprego – 23%
- Protecção social e inclusão social – 30%
- Condições de trabalho – 10%
- Luta contra a discriminação e diversidade – 23%
- Igualdade entre homens e mulheres – 12%

Além disso, em 2010 foi criado um novo instrumento de microfinanciamento “Progress” para o emprego e a inclusão social, dispondo de um orçamento de 60 milhões de euros destinado a financiar:
- a criação de empresas ou de actividades independentes das pessoas excluídas do mercado de emprego e das pessoas sem acesso ao mercado tradicional do crédito;
- as microempresas que empregam pessoas que se encontram em situação de exclusão social.

## Objectivos
O programa PROGRESS tem por objectivo apoiar a organização de intercâmbios de políticas, boas práticas e abordagens inovadoras, promovendo a aprendizagem mútua no contexto da estratégia de protecção e inclusão sociais.
Os objectivos gerais do programa são seis:
- melhorar o conhecimento e a compreensão da situação social dos Estados-Membros através de análises, de avaliações e do rigoroso acompanhamento das políticas;
- apoiar o desenvolvimento de instrumentos e métodos estatísticos e de indicadores comuns;
- apoiar e acompanhar a aplicação da legislação e dos objectivos políticos;
- promover a criação de redes, a aprendizagem mútua, a identificação e a divulgação de boas práticas na UE;
- reforçar a sensibilização dos intervenientes e do público em geral para as políticas da União Europeia (UE) no âmbito do emprego, da protecção e inclusão sociais, das condições de trabalho, da luta contra a discriminação e da diversidade e da igualdade entre homens e mulheres;
- dinamizar a capacidade das principais redes da UE para promover e apoiar as políticas comunitárias.

Este programa divide-se em cinco vertentes:
Emprego: através de estudos e intercâmbios de políticas europeias, pretende-se manter o programa em diálogo com a Estratégia Europeia de Emprego e divulgá-lo.
Protecção social e inclusão social: através de estudos e intercâmbios de políticas europeias, pretende-se desenvolver redes de aprendizagem mútua sobre estes temas.
Condições de trabalho: com estudos e divulgação junto dos públicos profissionais, levar a uma divulgação sobre as melhorias das condições de segurança e saúde a nível laboral.
Luta contra a discriminação e diversidade: lutar contra a discriminação através da ligação não só entre políticas europeias e organismos europeus, como também através da sociedade civil (ONGs).
Igualdade entre homens e mulheres: desenvolver o contacto entre estados membros e entre profissionais para promover o debate desta problemática a nível europeu, baseando-se sempre em estudos e intercâmbios de políticas europeias.
O programa financia sobretudo, acções de investigação e partilha de conhecimentos entre os Estados-Membros, feitas pela sociedade civil ou instituições dos Estados-Membros (podendo mesmo participar países exteriores à UE, mas pertencentes à EFTA/EEE)